# 유기죄
유기죄(遺棄罪)는 노유(老幼)·질병 기타 사정으로 인하여 부조(扶助)를 요하는 자를 보호할 법률상 또는 계약상 의무가 있는 자가 유기하는 죄이다. 3년 이하의 징역 또는 500만원 이하의 벌금에 처한다

## 유기의 의미
'유기'한다는 것은 보호를 요하는 자를 보호되지 않는 상태에 두어 생명·신체를 위험케 하는 것이다. 이 위험이 추상적인 위험으로 족한가, 구체적 위험의 발생을 요하는가에 대하여 견해가 나뉘어 있으나 판례·다수설은 추상적인 위험으로 족하다고 한다. 유기는 협의로는 피유기자를 위험한 장소에 옮겨 놓은 것(作爲)만을 말하지만 광의로는 피유기자를 위험한 장소에 버려두는 행위(不作爲)도 포함한다.

## 부조를 요하는 자의 의미
'부조를 요하는 자'란 일상생활을 영위하기 위하여 필요한 동작을 자기 스스로 할 수 없는 자를 말한다. 요부조원인(要扶助原因)의 '기타 사정'에는 불구·분만·명정(銘酊) 등이 포함된다. 보호책임의 유무는 법률상 또는 계약상 의무 있는 자에만 한정할 것이 아니라 주체와 객체와의 사이에 존재하는 구체적 사정에 입각하여 사회생활상 상호부조의 정신에 기한 사무관리·관습 기타 조리(條理)에 의하여도 그 책임을 인정하여야 할 것이다.

## 고의
유기죄의 고의는 객체가 부조를 요하는 자라는 것과 자기의 행위가 유기로 된다는 것 외에 자신이 보호책임이 있다는 것에 대한 인식도 있어다 한다. 존속유기(271조 2항). 중유기(사람의 생명에 대하여 위험을 발생하게 한 때(271조 3항). 존속 중유기(271조 4항)의 경우에는 형을 가중하고 유기치사상(275조)의 경우에는 상해죄와 비교하여 중한 형으로 처단하며 영아유기(272조)의 경우에는 형을 감형한다.

## 판례
- 강간치상의 범행을 저지른 자가 그 범행으로 인하여 실신상태에 있는 피해자를 구호하지 아니하고 방치하였다고 하더라도 그 행위는 포괄적으로 단일의 강간치상죄만을 구성한다.[2]
- 병원에 입원한 11세의 딸에 대하여 종교적인 이유로 수혈을 거부하여 딸이 사망한 경우 수혈을 거부한 부모에 대하여 유기치사죄가 성립할 수 있다.[3]
- 우연히 길에서 만나 동행하던 사람이 절벽에서 추락한 것을 구조하지 아니하였다고 하여 유기죄가 성립하는 것은 아니다.[4]
- 경찰관은 경찰관직무집행법 등에 의하여 머리를 심하게 다친 상태로 경찰서에 누워 있는 사람을 구조할 법률상 의무가 있기 때문에 유기죄의 주체가 될 수 있다.[5]
- 술에 취한 G와 Z이 우연히 같은 길을 가다가 개울에 떨어져 G는 가까스로 귀가하고 Z은 머리를 다쳐 앓다가 추운 날씨에 심장마비로 사망한 경우 일정거리를 동행한 사실만으로서는 피고인에게 법률상 • 계약상 보호할 의무가 있다고 할 수 없으니 G는 무죄이다.[6]
- G가 Z에게 강간치상의 범행을 저지르고 그 범행으로 인하여 실신상태에 있는 Z을 구호하지 않고 방치하였다고 하더라도 유기죄가 성립하지 않는다.[7]
- 유기죄는 행위자가 요부조자에 대한 보호책임의 발생원인이 된 사실이 존재한다는 것을 인식하고 이에 기한 부조의무를 해태한다는 의식이 있음을 요한다.[8]
- 학대죄는 자기의 보호 또는 감독을 받는 사람에게 육체적으로 고통을 주거나 정신적으로 차별대우를 하는 행위가 있음과 동시에 범죄가 완성되는 상태범 또는 즉시범이다.[9]
- ‘학대’라 함은 육체적으로 고통을 주거나 정신적으로 차별대우를 하는 행위를 가리키고, 이러한 학대행위는 상대방의 인격에 대한 반인륜적 침해만으로는 부족하고 적어도 유기에 준할 정도에 이르러야 한다.[10]
- 유기죄의 보호의무는 법률이나 계약에 의해서만 발생하며, 사무관리, 관습, 조리에 의해서는 발생할 수 없다.[11]
- 이 사건의 특수성상 피고인으로서는 도로교통법 제49조 제1항 제7호에 정하는 바에 따라 동승자를 안전한 장소에 하차시키는 등 동승자가 교통의 위험을 일으키지 않도록 방지하면서도 도로교통법 제64조에 따라 고속도로갓길에 정차하여서는 아니 될 의무를 부담함에도 불구하고 피고인은 위와 같은 주의의무를 위반한 것으로 판단되는바, 비록 주행 중 차량에서 서둘러 하차한 피해자의 과실도 분명히 인정되기는 하지만 이러한 피고인의 주의의무 위반도 피해자의 과실에 경합하는 원인이 되어 동승한 피해자가 하차하는 과정에서 부상을 입었다고 볼 수 있고, 이처럼 하차로 인한 피해자 상해 교통사고에 관하여 피고인의 업무상 주의의무가 인정되는 바라면 더 나아가 피고인으로서는 피해자를 구호할 법률상 의무가 당연히 인정될 여지가 있고 피고인이 그와 같은 구호의무를 이행하지 아니하고 사고현장을 이탈한 이후 후행 차량에 의하여 피해자가 사망에 이르게 된 점에 대하여도 유기치사죄의 죄책을 면할 수는 없다[12]